# Ana Benedetič
Ana Benedetič, slovenska zgodovinarka, muzealka in arhivistka, * 27. julij 1930, Ljubljana, † 4. december 2023.
Ana Benedetič je diplomirala leta 1956 in leta 1996 doktorirala na Filozofski fakulteti Univerze v Ljubljani. Zaposlena je bila kot profesorica na gimnazijah v Kranju in Ljubljani, od leta 1964 do 1968 v Gorenjskem muzeju v Kranju, nato do leta 1995 na Univerzi v Ljubljani. Tu je po zgledu uglednih evropskih univerz ustanovila in nato vodila Zgodovinski arhiv in muzej Univerze v Ljubljani. Pripravila je 20 muzejskih razstav s katalogi in objavila več samostojnih publikacij.